# Église Sainte-Gertrude de Neuville-sous-Huy
Pour les articles homonymes, voir Église Sainte-Gertrude.
L’église Sainte-Gertrude est située à Neuville-sous-Huy, en Wallonie dans la province de Liège en Belgique.

## Histoire et état de conservation du bâtiment
L'église a été le siège primitif du château. Elle est placée en face de la grande ferme au milieu d'un petit cimetière délimité par une muraille de grès. Elle a été fondée au XIVe siècle grâce à un acte de générosité de Thomas Royer et de sa femme Isabelle de Marbais. La dédicace à sainte Gertrude trouve son origine dans le nom de baptême de leur fille,,,,,.
La tour occidentale est le seul vestige de l'édifice originel construit au XIVe siècle par Thomas Royer et sa femme. L'ancienneté de cette partie se remarque par son moellonage de calcaire viséen. On dénombrait plusieurs carrières de calcaire de Meuse en activité dans les alentours.
Un édifice au plan inconnu est ensuite réalisé au XVIe siècle. Les vestiges de ce bâtiment sont les chapelles ogivales latérales. Celles-ci se différencient du reste de l'église par leur soubassement à ressaut en moellonage de grès. Seul le pan de mur situé à l’extrémité occidentale de la chapelle septentrionale est en calcaire viséen. Il ne s'agit pas de la même construction que la nef principale car le soubassement prolongeant la chapelle à cet endroit ne comporte plus de ressaut. L'origine de ce changement de matériau est inconnue. Il s'agit peut-être d'un renforcement lors de la construction de 1706. Cette modification n'apparait pas sur la façade sud.
Le 18 juin 1648, la tour est dotée de la cloche existant aujourd'hui. Il s'agit d'un don de Jean Albert de Neuforge, seigneur de Fisen et de Wergnas.
En 1706, Lambert d'Olne et sa femme Jeanne de Stambier agrandissent et embellissent l'église pour lui donner sa configuration actuelle,,,. L'ajout de la nef et du chœur se démarque par un appareil mixte en calcaire viséen et en briques de terre cuite. Les assises d'un pan de mur à l'autre ne sont pas identiques. Cette différence se perçoit plus particulièrement aux angles des murs : par exemple, à l'angle occidental de la façade nord entre la chapelle et le chœur. Il en va de même pour l'angle oriental et pour l'angle occidental de la façade sud entre la nef et la chapelle. Ces observations attestent des différentes phases de constructions. Le style des baies confirme un changement d'époque entre les parties de l'église. Celles des chapelles sont en tiers-point sur montants harpés, tandis que celles de la nef sont composées d'un arc segmentaire à clef passante sur pieds-droits harpés. Les harpes supérieures de ces dernières sont trapézoïdales.
Dans la nuit du 15 au 16 août 1776, la foudre tombe sur le clocher de l'église et cause de nombreux dégâts. L'abbé Jacquet en est témoin et raconte les évènements : « Le tonnerre est tombé sur notre clocher, est entré dans l'église en a brisé à trois endroits différents la porte de la sacristie, et repassé sur l'autel en a noirci les dorures du Sacré tabernacle, a emporté le plate (plâtre) à une fenestre et a diffèrent endroits dans l'église, a rompu une pierre de taille au coroniste au-dessus de la porte, avoit brisé deux wères au clocher, brisé les lattes et emporté la moitier des ardoises, tellement que les ardoisiers y ont travaillé huit jours à réparer la tourre, aux frais, coutte (coût) et dépend de madame De Grady, douairière de la Neuviville. Les vietriers ont ausis réparés les vitres cassées aux frais de Madame comme dessus. »
Cet accident a, en effet, entrainé de nombreuses restaurations dans la deuxième moitié du XVIIIe siècle par la famille de Grady. Madame de Grady a fait réparer la toiture et les vitres à ses frais,,,,
Dans les années 1930, l'église menaçait de tomber en ruine. Grâce aux demandes de l'abbé Firket, directeur des œuvres sociales de l'arrondissement de Huy, l'église a pu être restaurée. Des ardoisiers, des peintres, des maçons et des menuisiers se sont mis au travail sous la direction de l'architecte Louis Schoenmaekers. Une nouvelle couverture d'ardoises a été mise en place. Dès 1928, un projet de restauration de la toiture de l'église est communiqué à la commission royale des monuments, sites et fouilles. Un avis favorable lui est donné un mois plus tard. On y parle d'ardoises belges. Un autre projet est envoyé à la commission royale des monuments, sites et fouilles en 1932 concernant des travaux de nettoyage et de peinture. Il est aussi accepté et M. Schoenmaekers est mentionné comme directeur des travaux. On retrouve d'ailleurs dans le résumé des procès-verbaux de 1932 un avis favorable pour des travaux de nettoyage et de peinture à l'église Sainte-Gertrude. Dans un article de 1934, Érève parle « d'une tendre lumière rose que tamisent des vitraux fort habilement combinés »,. Or aujourd'hui, il reste des traces d'une couche de peinture rose au plafond. Cette couleur date peut-être de la restauration.
D'autres demandes de projets de restaurations ont lieu en 1963. Ces requêtes portent sur des travaux de maçonnerie, carrelage, plafonnage, enduits, peinture et vitrerie sans modification de l'allure de la construction. Ces projets sont acceptés. On y prévoit l'utilisation de verre dit « antique » ou à défaut de verre ordinaire. En 1968, différents travaux sont à exécuter : le relèvement des pierres tombales sur le mur du fond de l'église, le placement d'un chauffage, la remise en ordre du pavement de la nef centrale après relèvement des pierres tombales. En 1969, les travaux suivants sont considérés comme réalisés selon les règles de l'art : rejointoyage de maçonnerie de briques, remplacement de quelques pierres de taille, restauration d'enduits et de la peinture intérieure de l'édifice. Sous l'abbé Devillers (1972-1983), les dalles sont redressées. Les travaux de restauration continuent dans les années 1970. En 1976, l'architecte Gustave Piavaux propose une modification du cahier des charges : il dit que le dossier prévoit le remplacement du pavement par des dalles 34 × 34 cm en calcaire viséen V2a, à surface heppelée. Il en existe dans le chœur et dans les chapelles latérales mais les traces de heppelage de la majorité des pavés sont fortement effacées. Il préfère donc employer des dalles de calcaire viséen V2a de même format, mais à surface adoucie. Ce projet est approuvé. En 1978, les travaux sont estimés comme ayant été réalisés selon les règles de l'art.
De nombreuses traces des différentes restaurations sont présentes aujourd'hui. Tout d'abord, les vitraux : en observant l'iconographie ancienne, on remarque qu'en 1944 les vitraux de la chapelle méridionale portent les armoiries des de Grady. Ces derniers ont sans doute été réalisés lors de la restauration de l'église par Madame de Grady après l'orage de 1776. Aujourd'hui, il s'agit de vitraux formés de losanges jaunes et rouges en alternance afin de représenter des losanges de plus en plus grands. On peut imaginer que ce changement a pu être réalisé lors de ces travaux de restauration. Un deuxième changement majeur réside dans le redressement des dalles. Les pierres tombales ont été enlevées du sol pour être placées contre les murs de l'église. Un nouveau dallage est placé dans la nef. Par sa surface polie et sa disposition méticuleuse, il se différencie de celui des chapelles et du chœur. Sur le plafond blanc, on décèle des variations de teintes dues aux rénovations successives. La peinture s'écaille par endroits laissant entrevoir une couleur rose plus ancienne. L’extérieur porte aussi des traces de restaurations. Certaines pierres de taille ont été remplacées par des plus récentes de fabrication industrielle.
Il faut noter aussi l'ajout de la sacristie dans le courant du XXe siècle.

## Description de l'état primitif

### Aspect général
L'église Sainte-Gertrude est entourée d'une muraille en moellonage de grès. Il s'agit d'un édifice simple composé d'une tour carrée occidentale, d'une nef à deux travées flanquée au nord et au sud d'une chapelle latérale et d'un chœur oriental terminé par une abside à trois pans. L'entrée de l'église se situe sur le mur septentrional de la tour. Le plan de l'église montre que la nef et la partie principale du chœur sont recouvertes par une voûte sur croisée d'ogives. L'abside du chœur est couronnée par une voûte en cul-de-four.

### Extérieur
L’édifice est érigé sur un soubassement à ressaut de moellons calcaires délimité par un bandeau chanfreiné. Il a une hauteur de 1 m sur tout le pourtour de l’édifice sauf sur la tour où il mesure 2 m. Il se distingue par son matériau au niveau des deux chapelles où il est composé de grès. Un pan de mur fait cependant exception. Il s'agit du mur occidental de la chapelle nord dont le soubassement est en calcaire de Meuse comme le reste du bâtiment. Cet endroit présente une autre particularité : il n'y a pas de ressaut sur le mur nord et ouest et sur le mur sud et ouest de la nef.
L’élévation de l’église est réalisée avec différents matériaux. La plus grande partie de l’édifice est en petit appareil régulier ; les briques sont positionnées en une alternance de panneresses et de boutisses. La tour est bâtie en moellon de calcaire de Meuse viséen (le même que celui utilisé pour les soubassements). Ce dernier est très exploité au Moyen Âge car il est facilement accessible grâce au transport fluvial,. Il y a trois centres de production principaux exploités dans les alentours à cette époque : la carrière de Lives à Sclayn, la carrière de Vinalmont et la carrière de Longpré. Tous les angles de l'église sont flanqués de chaînes d'angles en pierres de taille. La plupart sont placées en besace sauf pour les angles marquant le passage à l'abside du chœur qui sont placés en harpe.
Les pierres de taille sont travaillées artisanalement selon différentes techniques et avec outils tels que le ciseau ou le pic. Un bandeau en pierres de taille parcourt la nef et le chœur à mi-hauteur.
L’église est percée par une série de baies de tailles et de formes diverses. Dans la partie supérieure du mur septentrional de la tour, se trouve une baie à meneau chanfreiné en pierres de taille surmontée d'un linteau droit, entourée de piédroits chaînés en pierres de taille. Le tout repose sur un seuil lui aussi en pierres de taille. Le linteau est soulagé par un arc de décharge en moellon. Une autre baie est située aux trois quarts de la hauteur de la tour sur le mur occidental. Il s'agit d'une petite baie rectangulaire à meneau en fer surmontée d'un linteau en bâtière et encadrée de piédroits chaînés en pierres de taille. Une pierre en forme le seuil. Le linteau est lui-même surmonté d'une plate-bande en bâtière en moellon. Sur le mur méridional, sous la toiture, se trouve une petite fenêtre échancrée en accolade surmontée d'un linteau en bâtière et encadrée de montants chaînés. Les chapelles sont flanquées de deux baies en tiers-point sur montants harpés surmontées d'un arc de décharge de même type que celui des autres hautes baies de l'église. Un seuil en pierres de taille est aussi présent. Sur les murs latéraux, de part et d'autre des chapelles, se trouvent deux hautes fenêtres appuyées sur ce bandeau. Il s'agit de baies à arc segmentaire à clef passante sur piédroit harpé. Les harpes supérieures sont trapézoïdales. L'encadrement est en pierres de taille de calcaire viséen. Ces baies sont surmontées d'un arc de décharge en briques constitué de deux rangées de boutisses entre lesquelles se trouve placée perpendiculairement par rapport à l'arc une rangée de panneresses. Un arc de décharge de très grande amplitude surplombe les chapelles latérales. Il est constitué d'un petit appareil régulier allongé en briques placé perpendiculairement par rapport à la courbe de l'arc. Sa présence s'explique par la configuration intérieure de l'église qui est abordée dans la suite du texte. Sur les pans extérieurs du chevet se retrouve le même type de fenêtre que sur les murs latéraux.
L’ensemble des murs de l'église datant des temps modernes se termine par une corniche en cavet calcaire sous laquelle sont présents des trous de boulins à intervalles réguliers. En haut des murs latéraux des chapelles, on trouve une corniche plus ancienne que sur le reste de l'édifice. Un appareil en épi de blé est présent tout le long du pignon des chapelles. Ce principe a sans doute un but esthétique mais tout d'abord un but technique. En effet, grâce à la pose en oblique, on obtient des extrémités rectilignes aptes à recevoir la toiture.
La porte d’entrée est surmontée d'une petite niche cintrée concave et moulurée. Les encadrements de la porte et de la niche sont composés de pierres de taille.

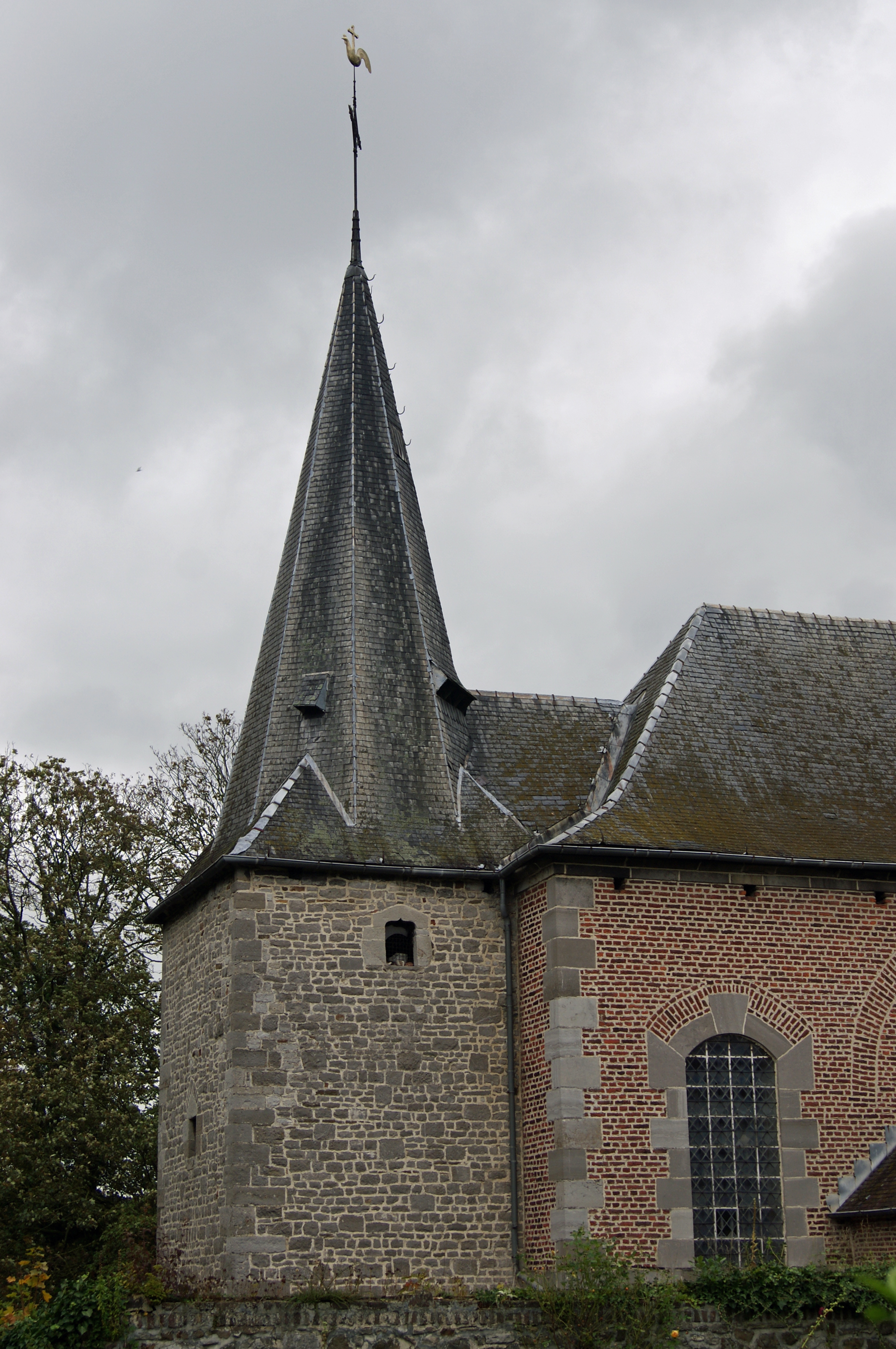
Façade sud, détail de la tour
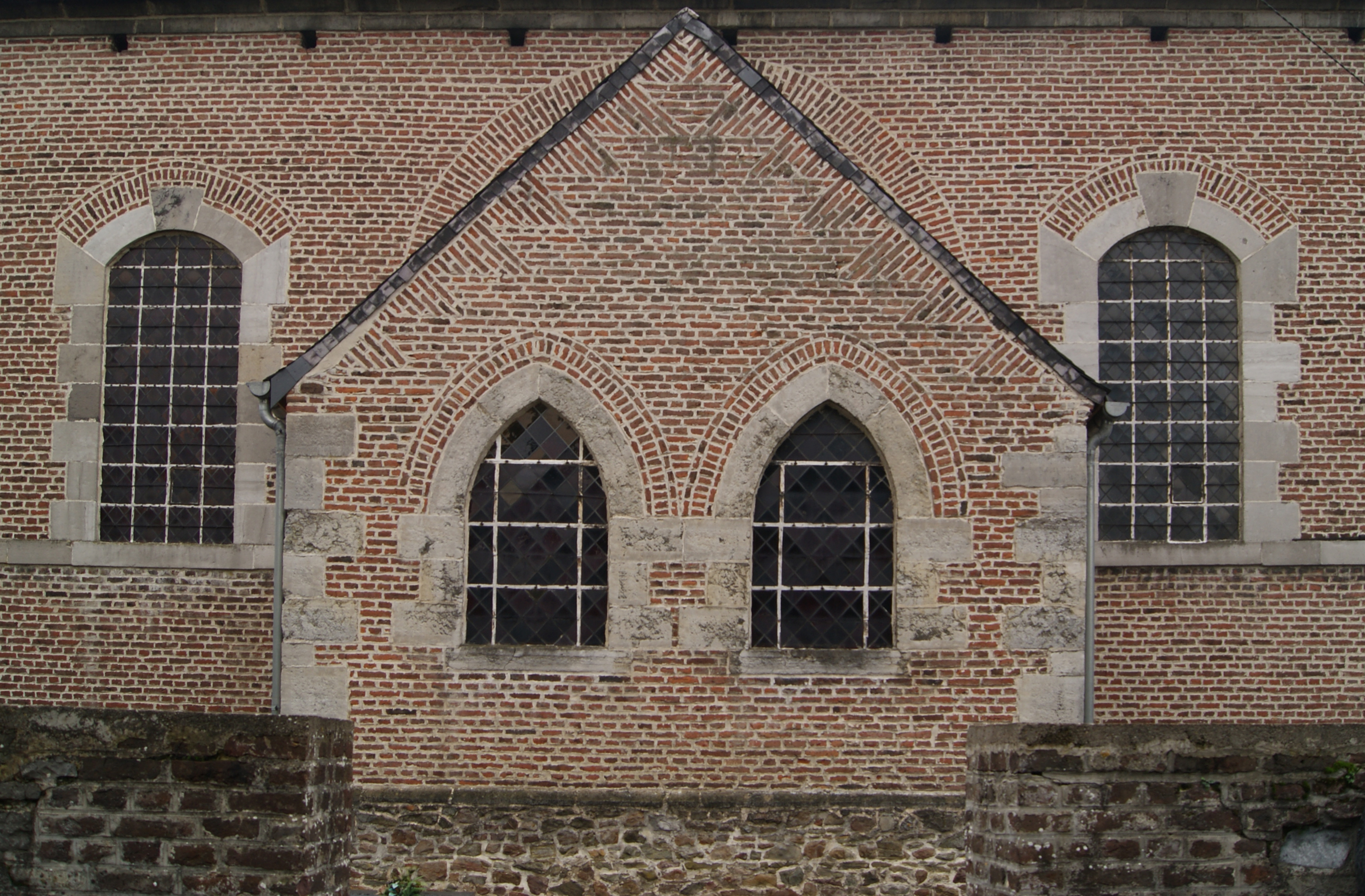
Chapelle nord
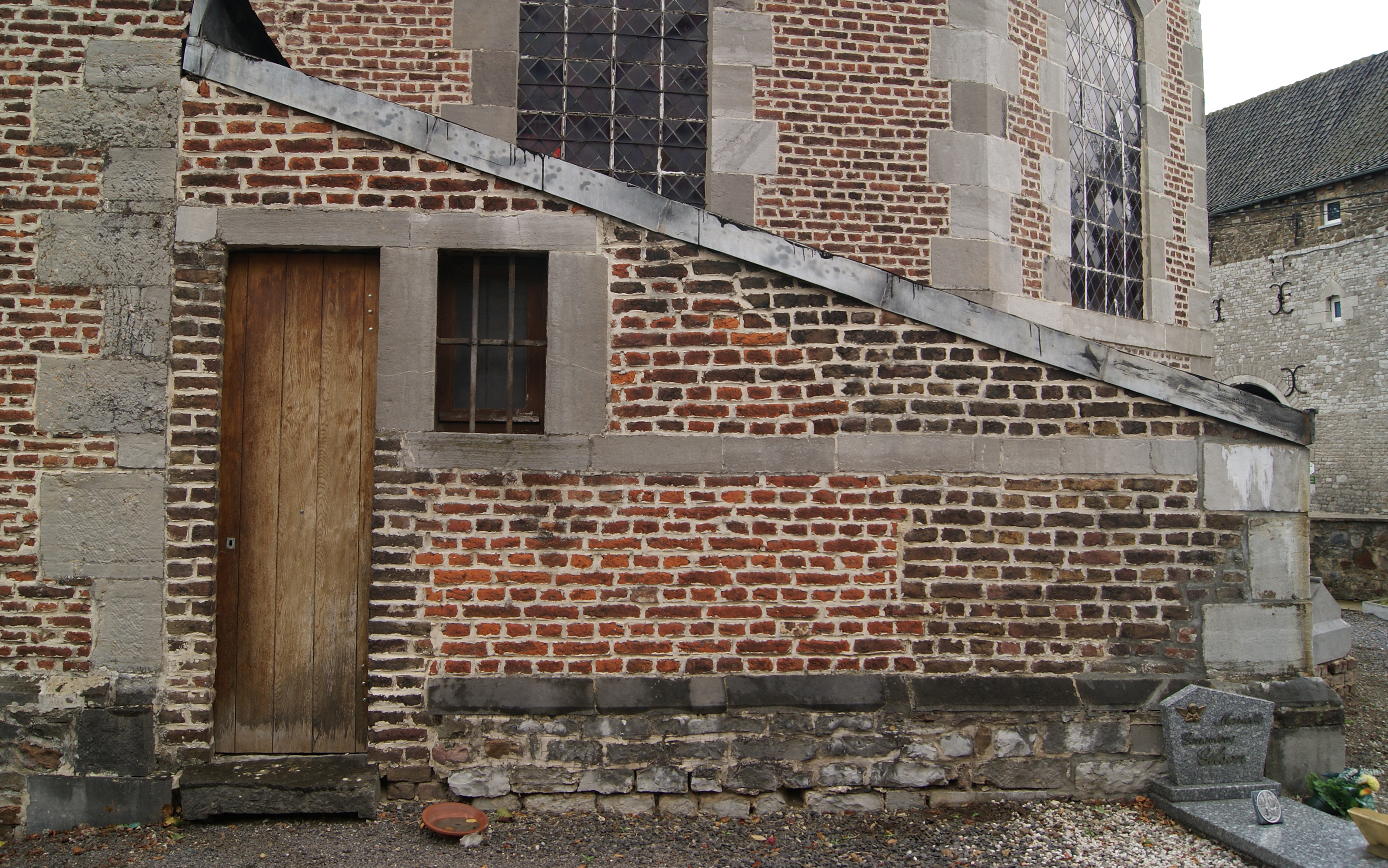
Façade sud, détail de la sacristie

### Intérieur
La nef est divisée en deux travées dont chaque extrémité est flanquée de piliers engagés aux chapiteaux moulurés terminés par une doucine droite. On les retrouve aussi au début de l'abside. Un jubé de 1,15 m de large est placé dans le fond de la nef. Les piliers engagés servent de support aux trois voûtes sur croisée d'ogives qui couvrent la nef ainsi que la première partie du chœur. La voûte centrale possède une clé de voûte circulaire. Le plafond des chapelles est composé d'une voûte en berceau plein cintre longitudinal. Le doubleau se situe aux trois quarts de la hauteur de la nef. Il est relié par un mur vertical à l'arc formeret de la voûte sur croisée d'ogives centrale. Étant donné que les murs de la travée centrale s'ouvrent sur les chapelles, les arcs formerets de celle-ci ont été renforcés à l'extérieur par de grands arcs de décharge. L'abside est couronnée par une voûte en cul de four.
Le sol comporte sept dalles funéraires en calcaire viséen de Vinalmont. La première dalle se trouve au centre de la nef sous le jubé. Il s'agit de la dalle de Josse et Marguerite Royer. Elle date de 1580 et représente les armoiries de la famille, mais elle est malheureusement en très mauvais état vu le passage fréquent à cet endroit,. Dans son prolongement se situe une deuxième dalle funéraire aussi fort effacée pour les mêmes raisons : celle de Josse Royer et de Jeanne de Fisenne (1543). Elle représente une grande croix de saint André,,. Dans son prolongement, au centre de la nef près du banc de communion se trouve une troisième dalle funéraire représentant deux chevaliers en pieds. Elle date de 1393 et porte les noms de Pierre Royer et de son fils Thomas,. Une très belle dalle d’un style Renaissance montrant un seigneur et sa dame est située à la gauche des chevaliers, du côté de l'évangile. Ces deux personnages sont Jehan Royer décédé en 1580 et son épouse Marguerite de Corswaren décédée en 1549,. La cinquième dalle est placée à droite des chevaliers du côté de l'épître ; elle représente un losange entouré d'inscriptions en caractères gothiques. Il s'agit de la dalle funéraire de Jehan Royer et Marie de Crisnée (1500). Derrière cette dalle, se trouve une grande pierre qui recouvre l’entrée d'une crypte. La dalle la plus émouvante se niche dans l'angle nord du fond de la nef sous le jubé. Elle représente un enfant emmailloté jusqu'à la taille sous un écu de dame. Cet enfant est Andrienne Royer, fille de Jehan Royer et Marguerite de Jupille. Elle est décédée en 1586,. La dernière dalle funéraire se situe sous le jubé du côté gauche. Elle est fendue et son inscription manque. C’est une illustration d'un chevalier et de sa dame couchés,. Les chapelles et le chœur sont surélevés de 17 cm par rapport à la nef. Cette surélévation est délimitée par des pierres plus larges. Dans les chapelles, le revêtement est de facture ancienne artisanale. Les dalles de 25 × 25 cm à surface heppellée sont disposées en diagonales. Dans le chœur, il s’agit de dalles de 30 × 30 cm. Au centre, au pied de l'autel, il y a la pierre tombale du curé Jacquet décédé en 1794.
Les murs sont couverts sur 1,60 m de hauteur par des lambris peints en brun. Ces lambris sont composés de planches en bois alignées verticalement côte à côte. Ils sont posés sur une plinthe et se terminent par une mouluration formée d'une doucine droite superposée d'une doucine renversée et d'un tore en demi-cœur renversé. Ils se prolongent sur tout le pourtour de la nef et des chapelles. Les boiseries du chœur sont plus évoluées que celles du reste de l'église. Elles présentent des moulures en forme de carrés et de rectangles. De plus, elles ne sont pas peintes et conservent l'aspect originel du bois.
Un escalier en bois se déploie le long du mur occidental de la tour d’entrée et se prolonge sur le mur méridional menant au clocher. Une porte se situe juste avant l'angle de l'escalier, la partie méridionale se trouve masquée par des boiseries. Les murs et le plafond sont recouverts d'un enduit peint. Le jubé est délimité par une balustrade en bois. Le mur du fond est recouvert par des lambris identiques à ceux de la partie inférieure de l'église. Une porte est présente au centre de ce mur. Celle-ci est simple ; elle est composée de deux vantaux en bois de même couleur que les lambris.

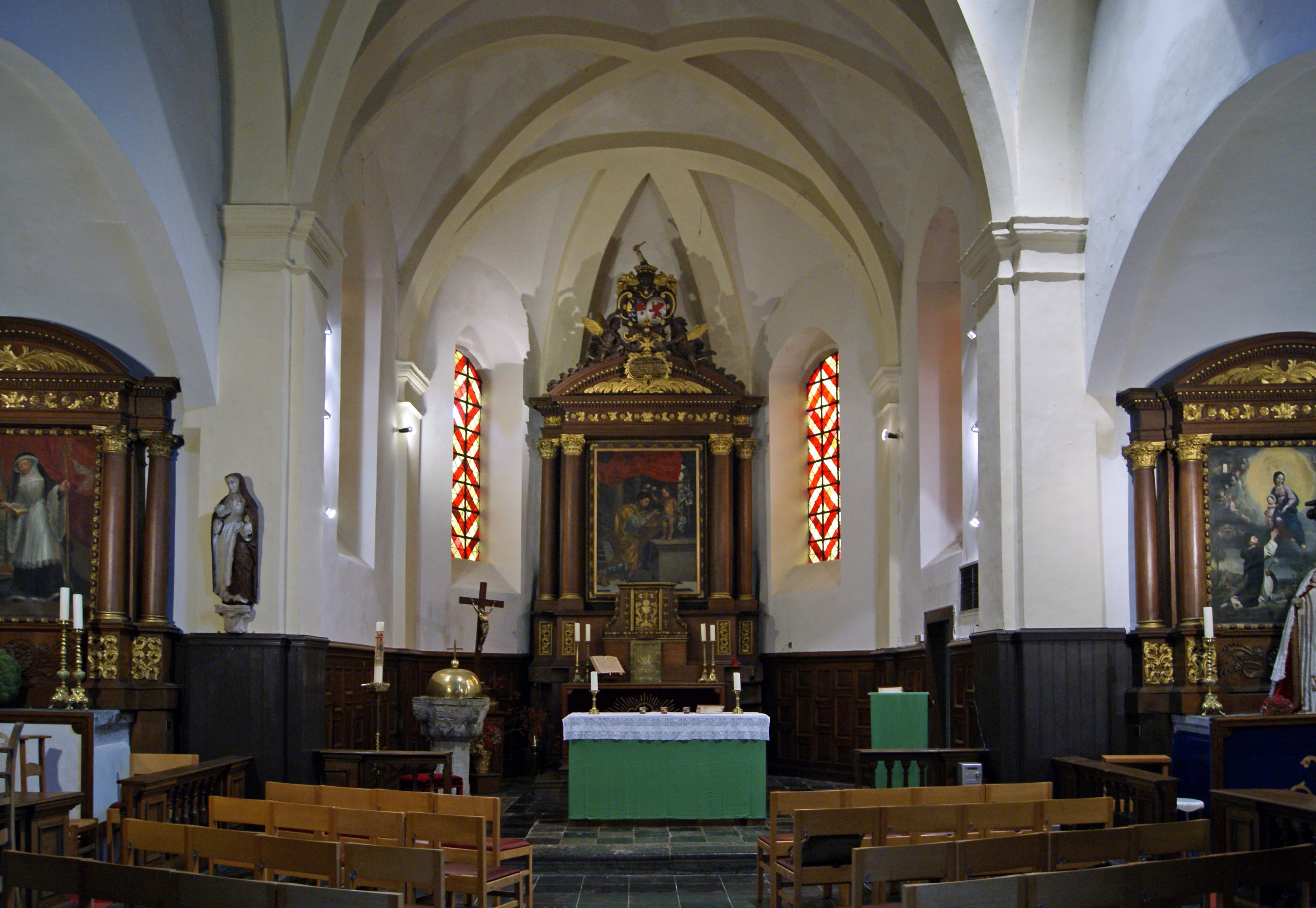
Vue générale du chœur
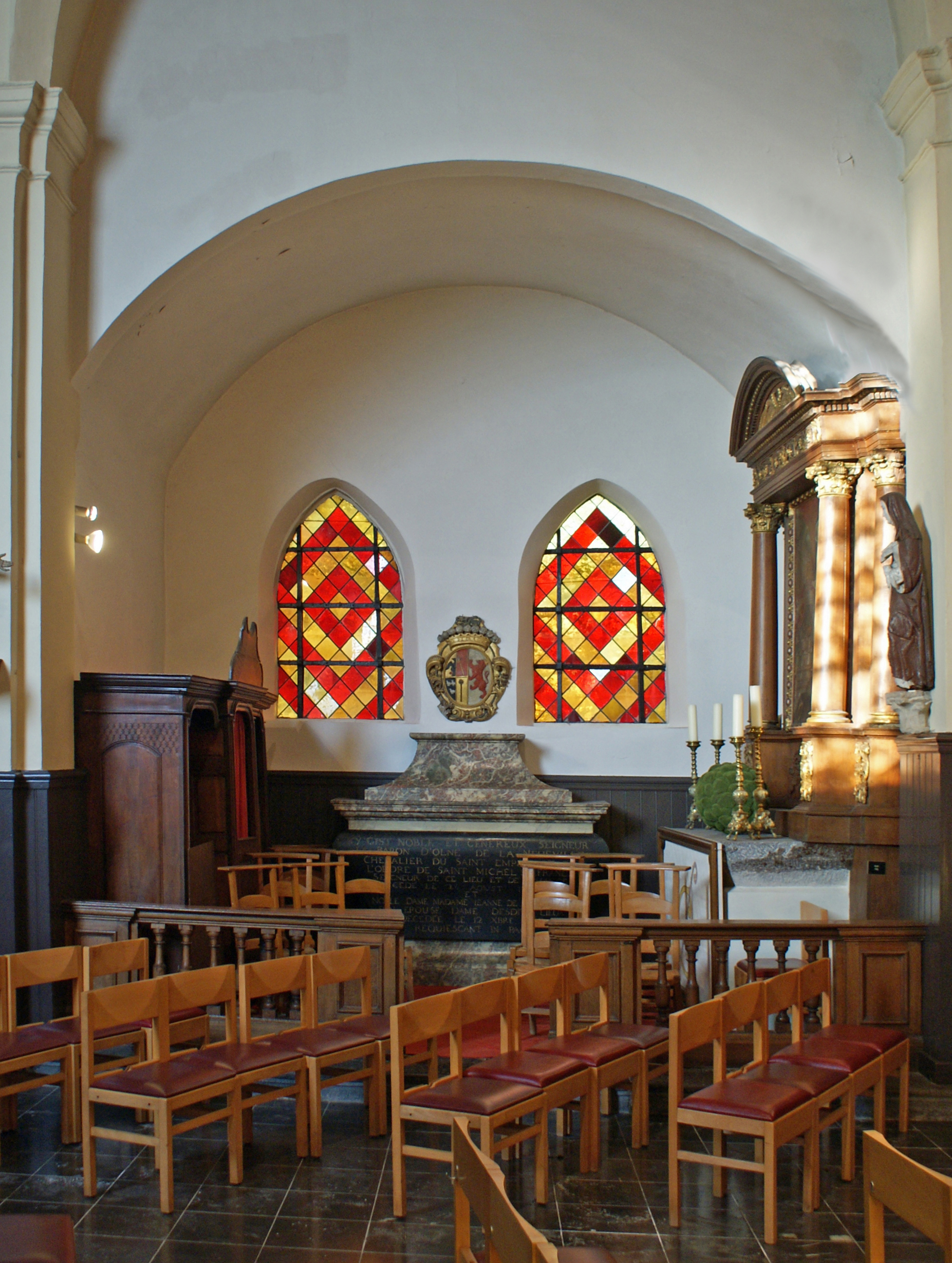
Chapelle nord
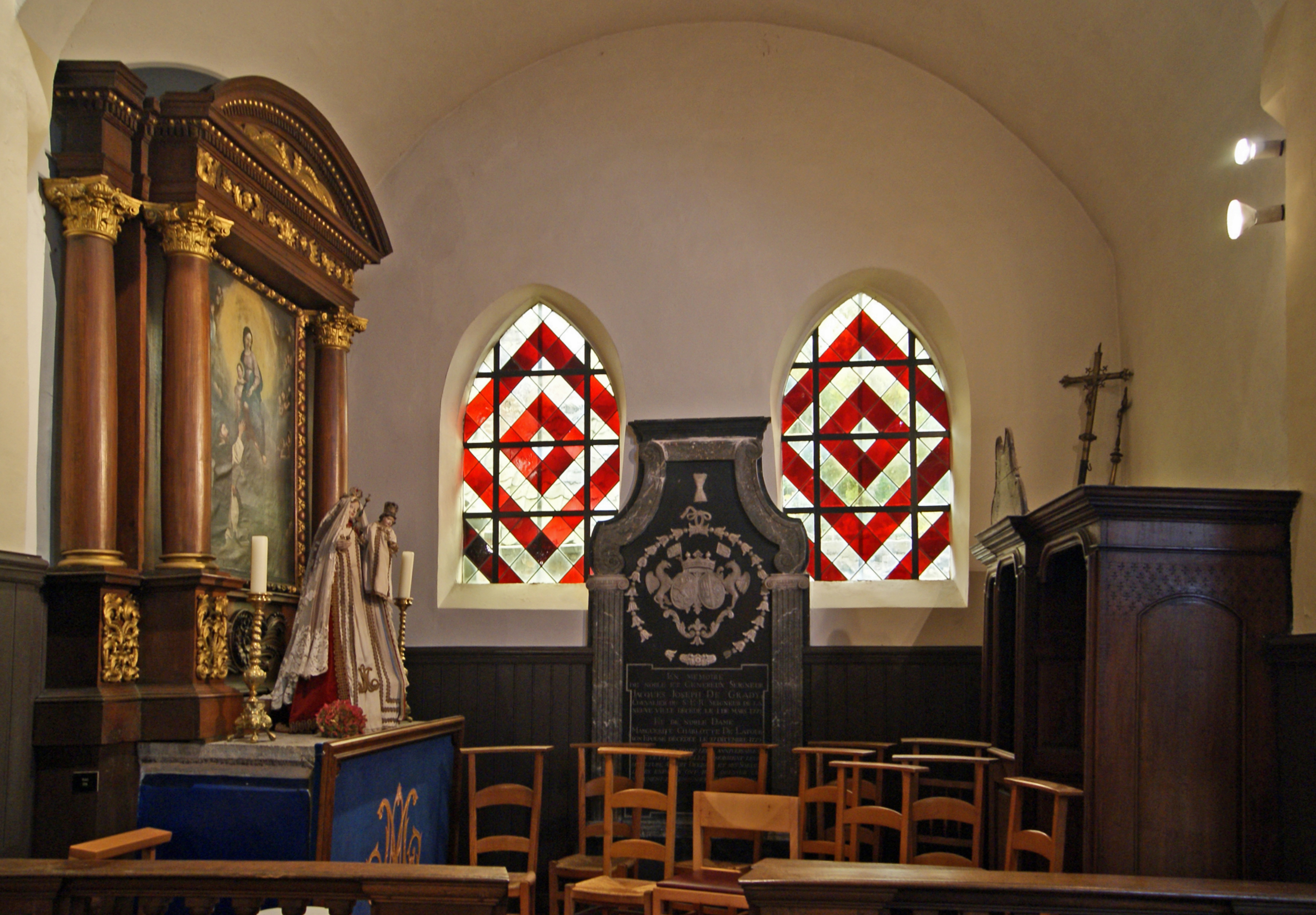
Chapelle sud

## Style
Il existe très peu d'informations sur le style de l'église Sainte-Gertrude dans les sources bibliographiques. Charles Pire dans Tihange : racines et identité la décrit comme une « petite église de style gothique ». Dans l'ouvrage de Bolly, Province de Liège, Canton de Huy I, on décrit les baies du transept méridional comme étant gothiques . Le dernier commentaire trouvé est celui de Érève dans sa monographie sur Neuville-sous-Huy dans laquelle il décrit l’agrandissement et l'embellissement de la nef en 1706 par Lambert d'Olne comme étant de Style Louis XIV.

### Travaux
- L. Ancion, Vers l'avenir, 1999, « L'église et la ferme de Neuville ».
- J.-J. Bolly, Répertoire photographique du mobilier des sanctuaires de Belgique : Province de Liège, Canton de Huy, t. I, Bruxelles, Belgique, 1975.
- A. Chapelle, Le Condroz hutois en cartes postales anciennes, Huy, Belgique, Stockay-St-Georges, coll. « La Wallonie en cartes postales anciennes », 1994, 304 p..
- E. Dantinne, Huy touristique, Andenne, 1975.
- R. Delooz, L'évolution architecturale de Huy, Lonzée, Belgique, 2008.
- R. Delooz, Hier et aujourd'hui, Lonzée, Huy, Belgique, 1933.
- P. Ereve, Neuville-sous-Huy, évocation du temps jadis, Andenne, 1965.
- P. Ereve, Neuville-sous-Huy : article de journal issu du dossier de presse n°908 sur Neuville-sous-Huy à la bibliothèque communale de Huy, 1934.
- S. De Jonghe, Pierres à bâtir traditionnelles de Wallonie : Manuel de terrain, Namur, Belgique, Ministère de la Région wallonne, 1996 (présentation en ligne).
- N. De Lamotte-Reginster et J. Reybroeck (dir.), Le patrimoine monumental de la Belgique, Wallonie, Province de Liège, Entité de Huy, t. 15, Liège, Belgique, 1990, « La Neuville », p. 253-263.
- E. De Nijs, Tihange, jardin de Huy, Huy, Belgique, Ville de Huy, 2000, « Neuville-sous-Huy ».
- C. Pire, Tihange : racines et identité, Tihange, Belgique, 1990.
- « Résumé des procès-verbaux des séances (janvier, février, mars, avril, mai, juin 1932) », Bulletin des commissions royales d'art et d'archéologie, vol. 71,‎ 1932, p. 35-81.
- D. De Séjournet, « Pierre de Meuse en pays hutois », Les nouvelles du patrimoine, no 114 « La vallée de la Meuse autour de Huy »,‎ 2006, p. 21-22.
- L. Wilmotte, « Quelques notes sur l'église et paroisse de Neuville-sous-Huy », Bulletin de la société archéologique belge d'études géologiques et archéologiques,‎ 1975, p. 243-254.

### Archives
- « Église Sainte-Gertrude. Liège. Huy », Archives de la Commission Royale des Monuments, Sites et Fouilles,‎ reg. 1.5.